# 10e corps d'armée (France)
Pour les articles homonymes, voir 10e corps d'armée.
Le 10e corps d'armée (10e CA) est un corps d'armée de l'Armée de terre française, qui a participé notamment aux guerres napoléoniennes, à la guerre franco-allemande de 1870, à la Première Guerre mondiale et à la Seconde Guerre mondiale.

## Chefs du10ecorpsd'armée
- 1807 : maréchal Lefebvre
- 13 janvier 1813 - 29 novembre 1813 : général Rapp
- 28 septembre 1873 : général Forgeot
- 6 mai 1875 : général Cambriels
- 11 février 1879 : général Osmont
- 17 août 1880 : général d'Auerstaedt
- 20 août 1883 - 14 avril 1885 : général de Courcy
- 6 juin 1885 : général Lewal
- 15 février 1887 - 8 décembre 1889 : général Hanrion
- 24 décembre 1889 : général Cailliot
- 18 avril 1895 - 23 novembre 1897 : général de Jessé
- 30 novembre 1897 - 8 février 1898 : général Kessler
- 12 février 1898 : général Lucas
- 24 octobre 1899 : général Donop
- 1er octobre 1902 : général Passerieu
- 1er octobre 1905 : général Borgnis-Desbordes
- 27 juin 1906 : général Lefort
- 31 mai 1908 : général Chomer
- 17 octobre 1908 : général Menestrel
- 20 décembre 1910 - 28 avril 1912 : général Lyautey
- 7 mai 1912 : général Sordet
- 1er mai 1913 : général Defforges
- 11 novembre 1914 : général Wirbel
- 10 septembre 1915 : général Anthoine
- 24 mars 1917 : général Vandenberg
- 20 septembre 1919 - 30 octobre 1920 : général Baucheron de Boissoudy
- 3 décembre 1925 - 8 décembre 1928 : général Hallier
- 18 décembre 1928 - 9 février 1931 : général Tanant
- 2 septembre 1939 - 1er juillet 1940 : général Grandsard
- 2 juillet 1940 : général Gillier (sl).

## De1870à1914
Garnison : Rennes

Comprend les départements des  Côtes du Nord, de la Manche et d'Ille-et-Vilaine.

Composition:
- 19e division d'infanterie (Rennes)
- 20e division d'infanterie(Saint Servan)
- 10e brigade de cavalerie
- 10e brigade d'artillerie

Place forte :
- Cherbourg

## Première Guerre mondiale

### Composition

#### À la mobilisation de 1914
Il est subordonné, au début de la Première Guerre mondiale à la Ve armée.
19e division d'infanterie
- 37e brigade :

48e régiment d'infanterie
71e régiment d'infanterie
- 38e brigade :

41e régiment d'infanterie
70e régiment d'infanterie
- Cavalerie :

13e régiment de hussards (1 escadron)
- Artillerie :

7e régiment d'artillerie de campagne (3 groupes 75)
- Génie :

6e régiment du génie (compagnie 10/1)
20e division d'infanterie
- 39e brigade :

25e régiment d'infanterie
136e régiment d'infanterie
- 40e brigade:

2e régiment d'infanterie
47e régiment d'infanterie
- Cavalerie :

13e régiment de hussards (1 escadron)
- Artillerie :

10e régiment d'artillerie de campagne (3 groupes 75)
- Génie :

6e régiment du génie (compagnie 10/2)
51e division d'infanterie
- 101e brigade :

233e régiment d'infanterie
243e régiment d'infanterie
327e régiment d'infanterie
- 102e brigade :

208e régiment d'infanterie
273e régiment d'infanterie
310e régiment d'infanterie
- Cavalerie :

4e régiment de cuirassiers (2 escadrons)
- Artillerie :

15e régiment d'artillerie de campagne (1 groupe)
27e régiment d'artillerie de campagne (1 groupe)
41e régiment d'artillerie de campagne (1 groupe)
- Génie :

1er régiment du génie (compagnie 22/17)
3e régiment du génie (compagnie 1/13 et 1/24)
EOCA
- Régiments d'infanterie (rattachés au 10e CA) :

241e régiment d'infanterie
270e régiment d'infanterie
- Cavalerie (rattachée au 10e CA) :

13e régiment de hussards
- Artillerie (rattachée au 10e CA) :

50e régiment d'artillerie de campagne (4 groupes)
- Génie (rattaché au 10e CA) :

6e régiment du génie (compagnies 10/3, 10/4, 10/16, 10/21)
- Autres (rattaché au 10e CA) :

10e escadron du train des équipages militaires
10e section de secrétaires d'état-major et du recrutement
10e section d'infirmiers militaires
10e section de commis et ouvriers militaires d'administration

### Historique

#### 1914
- 5 - 13 août : transport par V.F. dans la région de Vouziers et d'Attigny et à partir du 7 août couverture sur la Meuse dans la région de Sedan.
- 13 - 24 août : mouvement vers le nord par la région de Philippeville, jusqu'à la Sambre. les 22 et 23 août, engagé dans la bataille de Charleroi, combat de Fosses et de Mettet.
- 24 août - 6 septembre : repli par Chimay et Hirson, vers la région de Guise atteint le 27 août. le 29 août, engagé dans la bataille de Guise, combat de Sains-Richaumont. À partir du 30 août, poursuite du repli par Sissonne et Épernay, vers la région Sézanne, Villeneuve-lès-Charleville.
- 6 - 13 septembre : engagé dans la Bataille de la Marne (Bataille des Deux Morins et Bataille des Marais de Saint-Gond).

Combats vers Boissy-le-Repos, Soizy-aux-Bois, Le Thoult-Trosnay, Corfélix et Bannay.
À partir du 10 septembre, poursuite par Bergères-lès-Vertus et Épernay, jusque sur le front Prunay, fort de la Pompelle aux abords est de Reims.
- 13 - 18 septembre : engagé dans la 1re bataille de l'Aisne. Combats devant le fort de la Pompelle, le 16 septembre prise du fort.
- 18 - 25 septembre : retrait du front ; mouvement vers la région nord ouest de Reims. Engagé à nouveau dans la 1re bataille de l'Aisne vers la Neuvillette et les Cavaliers de Courcy, puis rassemblement dans la région de Châlons-sur-Vesle.
- 25 septembre - 2 octobre : mouvement vers la région de Verberie. À partir du 28 septembre, transport par V.F. dans la région d'Amiens puis mouvement vers le nord.
- 2 - 6 octobre : engagé dans la 1re bataille d'Artois, combat vers Neuville-Vitasse et Mercatel.
- 6 octobre 1914 - 26 juillet 1915 : stabilisation et occupation d'un secteur vers Blangy-sur-Ternoise, Berles-au-Bois.

30 octobre : attaque allemande.
14 novembre : secteur étendu à gauche, vers la Maison Blanche.
17 décembre : attaque française sur Saint-Laurent-Blangy.
15 décembre : front étendu à gauche au-delà d'Écurie, le 30 décembre, front ramené à la Maison Blanche.
25 février : front à nouveau étendu à gauche au-delà d'Écury.
24 avril : légère réduction à gauche sur Écurie, puis le 1er mai jusqu'à Roclincourt.
9 mai : engagé dans la 2e Bataille d'Artois, combat vers Saint-Laurent-Blangy.
22 mai : occupation d'un secteur entre Écurie et le sud de Roclincourt.
16 juin : combat dans le secteur.
5 juillet : réduction du secteur à droite au nord de Roclincourt, le 7 juillet extension à gauche jusqu'au cimetière de Neuville-Saint-Vaast.

#### 1915
- 26 juillet - 4 août  : retrait du front, repos dans la région de Conty. À partir du 31 juillet, transport par V.F. dans la région de Givry-en-Argonne.
- 4 août 1915 - 24 juin 1916 : mouvement vers le front, puis occupation d'un secteur à partir du 6 août en Argonne occidentale, dans la région Four-de-Paris, Aisne.

8 septembre : attaque allemande sur la Harazée.
25 septembre : partiellement engagé dans la 2e bataille de Champagne, entre Servon et l'Argonne, puis guerre des mines.

#### 1916
- 24 juin - 12 juillet : retrait du front et transport par V.F. de la région de Sainte-Menehould vers la région Saint-Omer-en-Chaussée. Instruction au camp de Crèvecœur-le-Petit.
- 12 juillet 1916 - 2 janvier 1917 : mouvement vers le front et à partir du 17 juillet, occupation d'un secteur entre la voie ferrée Amiens, Chaulnes et Maucourt.

19 juillet : secteur étendu à droite vers Parvillers-le-Quesnoy.
26 juillet : secteur étendu à gauche jusqu'à la route Lihons, Rosières-en-Santerre.
19 août : limite gauche portée entre Lihons et Vermandovillers.
22 août : secteur à droite réduit vers Maucourt.
À partir du 4 septembre, engagé dans la bataille de la Somme, attaques françaises les 4 (prise de Chilly), 5, 6 septembre ; les 10, 11, 21 octobre et 7 novembre (prise de Pressoire). Organisation des positions conquises.
13 octobre : contre-attaque allemande. Organisation des positions conquises.

#### 1917
- 2 - 29 janvier : retrait du front ; repos vers Ailly-sur-Noye, puis Crèvecœur-le-Grand.
- 29 janvier - 21 mars : occupation d'un secteur vers Tilloloy, L'Échelle-Saint-Aurin. À partir du 17 mars, poursuite des troupes allemands lors de l'Opération Albrecht. Prise de Ham, le 19 mars, du Tugny-et-Pont, le 20 mars et d'Happencourt le 21 mars.
- 21 mars - 26 avril : retrait du front, repos et travaux dans la région de Roye. À partir du 2 avril, mouvement vers La Ferté-sous-Jouarre, puis vers Orbais-l'Abbaye, enfin vers Athis ; repos.
- 26 avril - 24 juin : occupation d'un secteur vers les Monts de Champagne et la ferme des Marquises. À partir du 30 avril, engagé dans la bataille des monts de Champagne.

combats violents vers le Casque et le Téton ; le 20 mai, prise du Mont Cornillet.
- 24 juin 1917 - 17 avril 1918 : transport dans la région de Verdun et occupation d'un secteur des Hauts-de-Meuse, vers Damloup et le bois Loclont.

5 janvier 1918 : secteur étendu à droite vers Maizey.
29 janvier - 18 mars 1918 : secteur réduit à gauche vers Haudiomont. En mars et avril, nombreuses actions locales.

#### 1918
- 17 avril - 8 août : retrait du front ; le 21 avril transport par V.F. vers Verberie ; repos. Le 30 avril transport par camions à Breteuil et à partir du 5 mai occupation d'un secteur devant Montdidier, vers Grivesnes, Ayencourt.

29 mai : extension du front à gauche à l'est d'Ainval.
9 juin : attaque allemande vers Mesnil-Saint-Georges.
- 8 août - 15 septembre : engagé dans la 3e bataille de Picardie. Progression vers Beuvraignes et les abords de Royes. À partir du 27 août, poussée vers la position Hindenburg. Progression jusqu'au canal du Nord (entre Catigny et Ercheu) atteint le 31 août. À partir du 4 septembre, nouvelle progression jusqu'au front Vendeuil, Hinacourt ; organisation d'un secteur.
- 15 - 24 septembre : retrait du front, puis repos vers Marseille-en-Beauvaisis.
- 24 septembre - 11 novembre : transport par V.F. vers Bruyères, à partir du 1er octobre, occupation d'un secteur entre la région au nord du Linge et la Chapelotte.

### Rattachement
- 1re armée

13 - 19 avril 1917
30 avril - 24 septembre 1918
- 2e armée

29 septembre - 5 octobre 1914
14 octobre - 9 novembre 1914
26 - 31 juillet 1915
24 juin 1917 - 21 avril 1918
- 3e armée

31 juillet 1915 - 24 juin 1916
11 janvier - 8 avril 1917
- 4e armée

19 avril - 24 juin 1917
- 5e armée

2 août - 9 septembre 1914
12 - 29 septembre 1914
21 - 30 avril 1918
- 6e armée

24 juin - 11 juillet 1916
- 7e armée française
- 24 octobre - 11 novembre 1918
- 10e armée

5 - 14 octobre 1914
9 novembre 1914 - 26 juillet 1915
11 juillet 1916 - 11 janvier 1917
8 - 13 avril 1917

## Entre-deux-guerres
En 1922, il engage une division de marche dans les grandes manœuvres de l'ouest à Coëtquidan, les premières depuis la guerre.

## Seconde Guerre mondiale

### Drôle de guerre
Au déclenchement de la Seconde Guerre mondiale, le Xe corps d'armée du général Pierre-Paul-Charles Grandsard constitue l'aile gauche de la 2e armée du général Huntziger. En avril 1940, il se compose principalement des 55e et 71e divisions d'infanterie (DI), toutes deux de série B. Cette dernière est ce mois-là placée en réserve d'armée et remplacée par une division d'active, la 3e division d'infanterie nord-africaine (3e DINA). Dans son ensemble, le Xe CA n'est pas concerné par les plans d'intervention en Belgique mais son groupe de reconnaissance de corps d'armée doit participer à la manœuvre retardatrice en Ardenne avec la 5e division légère de cavalerie et le corps d'armée est susceptible de fournir trois compagnies et demi de génie à cette même division, quelques éléments de ses divisions d'infanterie doivent également prendre part à la manœuvre.
La 55e DI occupe la Meuse de Pont-à-Bar (Donchery) au confluent du canal des Ardennes (avec à sa gauche la 102e division d'infanterie de forteresse de la 9e armée) jusqu'au confluent du fleuve avec la Chiers, en renforcement du 147e régiment d'infanterie de forteresse (sous-secteur de Sedan, du secteur fortifié de Montmédy). Ensuite, le front est tenu par la 3e DINA car le sous-secteur de Mouzon est jugé plus sensible par le commandement que celui de Sedan, la mission principale dévolue à la 2e armée étant d'empêcher un éventuel enveloppement de la ligne Maginot. La ligne à tenir par cette division en renforcement du 136e régiment d'infanterie de forteresse suit la Chiers, en profitant de sa rive sud abrupte, de la Meuse jusqu'à La Ferté-sur-Chiers, où commence le secteur du XVIIIe corps d'armée (ouvrage de La Ferté).
Pendant la drôle de guerre, le secteur que le Xe CA occupe n'a pas été évacué et la vie militaire se mêle avec celle des civils, non sans poser de problèmes (notamment, les champs continuent à être cultivés), empêchant la préparation des destructions qui doivent être mises en œuvre sur la rive droite de la Meuse – Chiers en cas d'attaque allemande en Belgique. Les travaux de fortifications sont également perturbés.

### Composition

#### Divisions
Au 10 mai 1940 :
- 55e division d'infanterie
- 3e division d'infanterie nord-africaine

Au 8 juin 1940 :
À partir du 5 au 8 juin 1940, articulé sur la Somme, le Xe corps d'armée sera constitué par les 4e DIC, 16e & 24e DI. À ces dates, les 12e groupe de reconnaissance de corps d'armée et 110e régiment d'artillerie lourde coloniale hippomobile qui comptaient parmi les éléments organiques de ce Corps Armée lui avaient été soustraits et subordonnés à d'autres commandements. À l'inverse, le 12e bataillon de chars de combat lui avait été rattaché ainsi que le 183e régiment d'artillerie lourde à tracteurs (moins son IIe Groupe) dont 2 groupes (les III & IV) appuyaient déjà la 16e DI, laissant le I au C.A. depuis le 1er juin. Sont tous mis à disposition du Corps d'Armée le 6 juin.  
Le 12 juin 1940, par ordre du général Pierre Héring, commandant l'Armée de Paris, la 4e division cuirassée de réserve, commandée par le général de Gaulle, lui est rattachée. 

#### Éléments organiques de corps d'armée
Source : Mary 2009, p. 440-441.
Cavalerie
- 12e groupe de reconnaissance de corps d'armée

Infanterie
- 610e régiment de pionniers

Artillerie
- 110e régiment d'artillerie lourde de corps d'armée

Services
- 10e parc d'artillerie de corps d'armée
  - 110e compagnie d'ouvriers d'artillerie
  - 110e section de munitions d'automobile

Génie (& Transmissions - branche de l'arme du Génie)
Compagnies de Sapeurs-Mineurs 110/1 & 110/2
Compagnie d'Equipage de Ponts 110/16
Compagnie de Parc du Génie 110/21
Compagnie Télégraphique 110/81
Compagnie Radiotélégraphique 110/82 
Détachement Colombophile 110/83
Train 
- compagnie automobile de quartier général 260/44
- compagnie automobile de transport 360/44

Intendance    
- groupe d'exploitation 110/4
- compagnie de ravitaillement en viande 210/4

Service de Santé - Groupement d'Ambulances de Corps d'Armée :
10e Ambulance Médicale de Corps d'Armée
210e Ambulance Chirurgicale Légère de Corps d'Armée
10e Groupe Sanitaire de Ravitaillement de Corps d'Armée
10e Section d'Hygiène Lavage et Désinfection  
Forces aériennes
- groupe aérien d'observation 510
- 10/152e section de parc d'aérostation

## Sources et bibliographie
- Service historique de l'armée de terre, Inventaire sommaire des archives de la Guerre 1914-1918, Troyes, Imprimerie « la Renaissance », 1969, 691 p., (BNF 35127448).
- AFGG, vol. 1, t. 10 : Ordres de bataille des grandes unités : grands quartiers généraux, groupe d'armées, armées, corps d'armée, 1923, 966 p. (lire en ligne).